# Kreek Daey Ouwens
Kreek Daey Ouwens (Lindenheuvel, 1942) is een Nederlandse schrijver en dichter. Ze bracht haar jeugd door in de Limburgse mijnstreek. In haar werk roept ze op fragmentarische wijze beelden en gebeurtenissen op uit haar jeugd en haar latere leven. Na haar debuut op 44-jarige leeftijd met een verhaal in Hollands Maandblad publiceerde ze bundels die bestaan uit een afwisseling van verhaalfragmenten en gedichtencycli. 
Achtereenvolgens verschenen 
- Stokkevingers (1991)
- Tegen de kippen en de haan (1995)
- Kinderbed (2004)
- De achterkant (2009)
- Blauwe hemel (2014)
- Ik wil in mijn huis een raam ik wil het raam dichtdoen (2016)
- Oefening in het alleenlopen (2017)
- Echo Echo (2020)
- Guillaume (2020)
- Mijnwerk. Kroniek van een familie in scherven (2023, verzameld werk met daarin twee nieuwe bundels: De Bloemenmarkt en Kleine dieren)

Kenmerkend voor haar werk zijn de vermenging van herinnering en verbeelding, de opbouw in fragmenten met veel witruimte en een sobere, slechts schijnbaar 'naïeve' stijl. Persoonlijke indrukken en observaties worden door weglating en intensivering herkenbaar voor de lezer. Verwondering en angst, verbondenheid en isolement, liefde, dood en rouw zijn terugkerende thema's. 

Naïviteit duidt bij haar een situatie aan waarin elementaire krachten van het leven als geboorte, dood, taal, eenzaamheid, metamorfoses onmiddellijke werkingen lijken te hebben. De ervaringspatronen en duidingsschema's liggen nog niet vast. [...] Misschien is die stijl een middel om de beangstigende vrijheid terug te roepen dat ervaring niet opgaat in een verklaring.

In 2013 ontving Kreek Daey Ouwens de Leo Herberghs-poëzieprijs. Haar bundel De achterkant werd genomineerd voor de VSB Poëzieprijs 2009-2010, Guillaume voor de Herman de Coninckprijs 2021. In 2023 kreeg ze voor haar bundel Guillaume de vierjaarlijkse prijs van de Koninklijke Academie voor Nederlandse Taal en Letteren voor Poëzie.
- Digitale Bibliotheek voor de Nederlandse Letteren: ouwe005
- Gemeinsame Normdatei: 17203602X
- International Standard Name Identifier: 0000 0003 8221 5226
- Nederlandse Thesaurus van Auteursnamen: 075095688
- Virtual International Authority File: 264763739